# Масков коридорас
Масковите коридораси (Corydoras metae) са вид актиноптери от семейство Калихтиди (Callichthyidae).
Разпространени са в сладководни басейни в Колумбия. Отглеждат се като декоративни риби. Те са уязвим вид.
Таксонът е описан за пръв път от Карл Айгенман през 1914 година.